# Enju Todorow
Enju Dinew Todorow (bułg. Еню Динев Тодоров, ur. 22 lutego 1943 w Apriłowie, zm. 26 maja 2022 w Sofii) – bułgarski zapaśnik. Srebrny medalista olimpijski z Meksyku.
Zawody rozegrane w ramach XIX Letnich Igrzysk Olimpijskich Meksyk 1968 były jego jedynymi igrzyskami olimpijskimi w karierze. Walczył w stylu wolnym. Medal wywalczył w wadze piórkowej (do 63 kilogramów), w finale pokonał go Japończyk Masaaki Kaneko. W mistrzostwach świata najlepszym jego wynikiem było czwarte miejsce. Trzykrotnie zwyciężał w mistrzostwach Europy (1968, 1969, 1970), w 1966 był drugi.